# Список трамвайных маршрутов Челябинска
В данной статье представлен список действующих и закрытых трамвайных маршрутов Челябинска. В настоящее время, трамвайная сеть Челябинска представлена 15 действующими маршрутами. Наиболее длинным из них является маршрут № 18 (26,1 км), наиболее коротким — № 7 (7 км). Старейшим из действующих маршрутов также является маршрут № 7 (открыт в 1932 году).

## Маршруты
| Номер маршрута | Начало маршрута                | Путь следования (названия промежуточных остановок) | Окончание маршрута | Протяжённость маршрута (км) | Среднее время в пути (мин.) | Год открытия | Прежние трассы движения |
| -------------- | ------------------------------ | --- | ------------------ | --------------------------- | --------------------------- | ------------ | --- |
| 2              | ЧЭМК                           | ул. Ферросплавная — ул. Турбинная — Юридический Институт — ул. Кудрявцева (только в сторону Областной больницы) — ул. Российская — Теплотехнический институт — Кукольный театр — Цирк — Геологический музей (только в сторону Областной больницы) — Гостиница «Малахит» — Дворец спорта «Юность» — Алое Поле — ул. Южная — ул. Курчатова — ул. Доватора — ул. Омская — ул. Тарасова | Областная больница | 9                           | 40                          | 2023         | |
| 3              | Завод имени Колющенко          | Ж/д вокзал — стадион «Локомотив» — ул. Евтеева — ул. Орджоникидзе — Городской сад — пл. Революции — Оперный театр — Цирк — ул. Калинина — Теплотехнический институт — ул. Островского — Рынок «Каслинский» — Кислородный завод — Завод тракторных трансмиссий — Лакокрасочный завод — Ветлечебница — Трамвайное депо № 2 — ул. Черкасская — пос. Першино — ДЦ «Импульс» — ДК Строителей — ул. Жукова — ул. Сталеваров — Строительная — Доменная | ЧМК                | 17,4                        | 61                          | 1955         | Вокзал — Заречье (1935—1955) |
| 5              | Завод имени Колющенко          | Ж/д вокзал — стадион «Локомотив» — ул. Евтеева — ул. Орджоникидзе — Городской сад — пл. Революции — ул. Карла Маркса — ул. Красноармейская — ул. Труда — Областной суд — Трамвайное депо № 1 — Киргородок — Сквер «Молодёжный» — ТК «Башня» — Детская городская больница № 1 — ДК «Смена» — ул. Лермонтова — ул. Пятого Декабря | ЧЭМК               | 9,2                         | 41                          | 1992         | Вокзал — Никольская роща (1962—1992) |
| 7              | Завод имени Колющенко          | Ж/д вокзал — стадион «Локомотив» — ул. Евтеева — ул. Орджоникидзе — Городской сад — пл. Революции — Оперный театр — ул. Пушкина — пл. Павших Революционеров — ул. Нагорная — Плавательный бассейн — Дворец спорта ЧЭМК — ул. Российская | ЧГРЭС              | 7                           | 28                          | 1932         | Нет данных |
| 10             | ЦХП                            | Подстанция — Кооператив 507 — Пожарное депо — Цех переработки лома — Копровый цех — Стан 2300 — База оборудования — Прокатная — Завод «Теплоприбор» — Термическая — ЧМК — Доменная — Строительная — ул. Сталеваров — ул. Жукова — ДК Строителей — ДЦ «Импульс» — пос. Першино | Пос. Першино       | 12,1                        | 37                          | 2003         | Коксохим — Першино (1970—2003?) |
| 12             | Ул. Чистопольская              | Ул. Днепровская — Трубный институт — Завод металлоконструкций — Школа № 46 — ЧТПЗ — ЗЭМ — ул. Лизы Чайкиной — ул. Эстонская — ул. Первоконная — пос. 1-й плановый — Кинотеатр «Аврора» — Дом Обуви — ул. Шота Руставели — Технический колледж | Ул. Харлова        | 7,8                         | 30                          | 2022         | КБС — Ул. Чистопольская (1949—2012) |
| 14             | ЦХП                            | Подстанция — Кооператив № 507 — Пожарное депо — Цех переработки лома — Копровый цех — Стан 2300 — База оборудования — Прокатная — Завод «Теплоприбор» — Термическая — ЧМК — Доменная — Строительная — ул. Сталеваров — ул. Жукова — ДК Строителей — ДЦ «Импульс» — пос. Першино — ул. Черкасская — Трамвайное депо № 2 — Ветлечебница — Лакокрасочный завод — Завод тракторных трансмиссий — Кислородный завод — Рынок «Каслинский» — ул. Островского — просп. Победы — ул. Краснознамённая — ул. Косарева — ул. Тепличная — Обувная фабрика — ул. Красного Урала — ул. Пионерская — Больница скорой помощи — Университет — ул. Ворошилова — Кинотеатр «Заречье» — ул. Молдавская — Поликлиника — ул. 40 лет Победы | Ул. Чичерина       | 25,7                        | 80                          | 1986         | Северо-Запад — ЦХП (1970—1986) |
| 15             | ЧТЗ                            | Молодёжная — Театр ЧТЗ — Комсомольская площадь — Сквер «Молодёжный» — ТК «Башня» — Детская городская больница № 1 — ДК «Смена» — ул. Лермонтова — ул. Пятого Декабря — Юридический институт — ул. Кудрявцева — ул. Российская — Теплотехнический институт — просп. Победы — ул. Краснознамённая — ул. Косарева — ул. Тепличная — Обувная фабрика — ул. Красного Урала — ул. Пионерская — Областная больница № 3 — Университет — ул. Ворошилова — ул. Солнечная — ул. Молдавская — Поликлиника — ул. 40 лет Победы | Ул. Чичерина       | 14,5                        | 57                          | 1986         | Северо-Запад — ЧТЗ (1970—1986) |
| 16             | Завод имени Колющенко          | Ж/д вокзал — стадион «Локомотив» — ул. Евтеева — ул. Орджоникидзе — Городской сад — пл. Революции — Оперный театр — Цирк — ул. Калинина — Теплотехнический институт — просп. Победы — ул. Краснознамённая — ул. Косарева — ул. Тепличная — Обувная фабрика — ул. Красного Урала — ул. Пионерская — Больница скорой помощи — Университет — ул. Ворошилова — Кинотеатр «Заречье» — ул. Молдавская — Поликлиника — ул. 40 лет Победы | Ул. Чичерина       | 13,3                        | 52                          | 1986         | Северо-Запад — Вокзал (1970—1986) |
| 18             | ЧМК                            | Доменная — Строительная — ул. Сталеваров — ул. Жукова — ДК «Строителей» — ДЦ «Импульс» — пос. Першино — Авторынок — ул. Черкасская — Трамвайное депо № 2 — Ветлечебница — Лакокрасочный завод — Завод тракторных трансмиссий — рынок «Каслинский» — ул. Островского — Теплотехнический институт — ул. Российская — Кинотеатр «Искра» — Юридический институт — Ул. Пятого Декабря — ул. Лермонтова — ДК «Смена» — ул. Правдухина — Кинотеатр «Комсомолец» — Монтажный колледж — Комсомольская пл. — Автомеханический завод — Опытная — ул. Харлова — Технический колледж — ул. Шота Руставели — Дом обуви — Кинотеатр «Аврора» — пос. 1-й плановый — ул. Первоконная — ул. Эстонская — ул. Лизы Чайкиной — ЗЭМ — ЧТПЗ — Кинотеатр «Восток» — Школа № 46 — Завод металлоконструкций — Трубный институт — ул. Днепровская | Ул. Чистопольская  | 26,1                        | 86                          | 2021         | Чистопольская — Никольская роща (1978—1992), Чистопольская — ЧЭМК (1992—2020)                                                                                                   |
| 19             | ЭСПЦ-6 (для работников завода) | ЭСПЦ-6 — Коксохим — Оздоровительный центр — Пекококсовая — Доломитная — ЭСПЦ-5 — Локомотивная — Монтажное управление — Автобаза № 1 — ул. Монтажников — Строительная — ул. Сталеваров — ул. Жукова — ДК Строителей — ДЦ «Импульс» — пос. Першино — ул. Черкасская — Трамвайное депо № 2 — Ветлечебница — Лакокрасочный завод — Завод тракторных трансмиссий — Кислородный завод — Рынок «Каслинский» — ул. Островского — просп. Победы — ул. Краснознамённая — ул. Косарева — ул. Тепличная — Обувная фабрика — ул. Красного Урала — ул. Пионерская — Больница скорой помощи — Университет — ул. Ворошилова — Кинотеатр «Заречье» — ул. Молдавская — Поликлиника — ул. 40 лет Победы | Ул. Чичерина       | 23,7                        | 73                          | 1986         | Северо-Запад — Коксохим (1979—1986) |
| 20             | ЧМК                            | Доменная — Строительная — ул. Сталеваров — ул. Жукова — ДК Строителей — ДЦ «Импульс» — пос. Першино — ул. Черкасская — Трамвайное депо № 2 — Ветлечебница — Лакокрасочный завод — Завод тракторных трансмиссий — Кислородный завод — Рынок «Каслинский» — ул. Островского — Теплотехнический институт — ул. Калинина — Цирк — Геологический музей (только в сторону Медгородка) — Гостиница «Малахит» — Дворец спорта «Юность» — Алое Поле — ул. Южная — ул. Воровского — ул. Курчатова — ул. Доватора — ул. Омская — ул. Тарасова | Областная больница | 18,4                        | 63                          | 2008         | Кислородный завод — Медгородок (1997—2006), Першино — Медгородок (2006—2008) |
| 22             | Ул. Чистопольская              | Ул. Днепровская — Трубный институт — Завод металлоконструкций — Школа № 46 — ЧТПЗ — ЗЭМ — ул. Лизы Чайкиной — ул. Эстонская — ул. Первоконная — пос. 1-й плановый — Кинотеатр «Аврора» — Дом Обуви — ул. Шота Руставели — Технический колледж — ул. Харлова — Опытная — Автомеханический завод — Комсомольская площадь — Монтажный колледж — Киргородок — Трамвайное депо 1 — Областной суд — пл. Павших Революционеров — ул. Красноармейская — ул. Цвиллинга — Оперный театр — Цирк — ул. Калинина — Теплотехнический институт — просп. Победы — ул. Краснознамённая — ул. Косарева — ул. Тепличная — Обувная фабрика — ул. Красного Урала — ул. Пионерская — Больница скорой помощи — Университет — ул. Ворошилова — Кинотеатр «Заречье» — ул. Молдавская — Поликлиника — ул. 40 лет Победы                          | Ул. Чичерина       | 22,8                        | 84                          | 2009         | Вокзал — Кислородный завод (2002—2003), завод Колющенко — Кирова — Российская — завод Колющенко (2003), Чичерина — кинотеатр Родина (2007), Чичерина — Кирова — ЧТЗ (2008—2009) |

## Закрытые маршруты
| Номер маршрута | Начало маршрута       | Путь следования | Окончание маршрута    | Годы существования                                                                | Причина закрытия                                                   | Прежние трассы движения |
| -------------- | --------------------- | --- | --------------------- | --------------------------------------------------------------------------------- | ------------------------------------------------------------------ | --- |
| 1              | ЧТЗ                   | просп. Ленина — ул. Горького — ул. Первой Пятилетки — ул. Труда — ул. Российская — ул. Карла Маркса — ул. Цвиллинга — ул. Труда — ул. Кирова — просп. Победы — ул. Горького — просп. Ленина | ЧТЗ                   | 2010—2011                                                                         | Возвращение маршрута № 6                                           | ЧЭМК (ЧГРЭС) — Вокзал (1932—1935), пл. Ярославского — ЧЭМК (ЧГРЭС) (1935—?), Северо-Запад — Чистопольская (?—198?), Северо-Запад — КБС (198?—199?), КБС — Кирова — Горького — КБС (1994—2007) |
| 2              | ЧТЗ                   | просп. Ленина — ул. Горького — просп. Победы — ул. Кирова — ул. Труда — ул. Цвиллинга — ул. Карла Маркса — ул. Российская — ул. Труда — ул. Первой Пятилетки — ул. Горького — просп. Ленина | ЧТЗ                   | 2010—2011                                                                         | Возвращение маршрута № 6                                           | ЧТЗ — Вокзал (1933—1935), пл. Ярославского — ЧТЗ (1935—?), ЧТЗ — Центральный стадион (?—1994?), КБС — Горького — Кирова — КБС (1994—2007), КБС — кинотеатр Родина (2007)                      |
| 4              | ЧЭМК                  | ул. Горького — просп. Победы — ул. Кирова — ул. Труда — ул. Цвиллинга — ул. Степана Разина | Завод имени Колющенко | 1992—2009, 2015—2016                                                              | Изменение маршрута № 22. Аварийное состояние Ленинградского моста. | Вокзал — Никольская роща (1962—1992, кольцевой) |
| 8              | Завод имени Колющенко | Ж/д вокзал — стадион «Локомотив» — ул. Евтеева — ул. Орджоникидзе — Городской сад — пл. Революции — ул. Цвиллинга — ул. Красноармейская — пл. Павших Революционеров — Областной суд — Трамвайное депо № 1 — Киргородок — Монтажный колледж — Комсомольская пл. — Автомеханический завод — Опытная — ул. Харлова — Политехникум — ул. Шота Руставели — Дом Обуви — Кинотеатр «Аврора» — пос. 1-й плановый — ул. Первоконная — ул. Эстонская — ул. Лизы Чайкиной — ЗЭМ — ЧТПЗ — Школа — Завод металлоконструкций — Трубный институт — ул. Днепровская | Ул. Чистопольская     | 1968—2022                                                                         | Нерентабельность. Дублирование маршрутов № 3, 5, 7, 16, 18, 22     | Нет данных |
| 9              | ЦХП                   | ул. 2-я Павелецкая, ш. Металлургов, ул. Монтажников | Коксохим              | 19?—1995                                                                          | ?                                                                  | ЦХП — Першино (19?—19?) |
| 11             | КБС                   | Копейское шоссе — ул. Рождественского — просп. Ленина — ул. Горького — ул. Первой Пятилетки — ул. Труда — ул. Российская — просп. Победы | Ул. Чичерина          | 199?—2009                                                                         | Изменение маршрута № 22                                            | ЧТЗ — Никольская роща (19?—1992) |
| 13             | Пос. Першино          | ул. Черкасская — Свердловский тракт — ул. Каслинская — просп. Победы — ул. Кирова — ул. Труда — ул. Цвиллинга — ул. Карла Маркса — ул. Российская — ул. Труда — ул. Первой Пятилетки — ул. Горького — просп. Ленина — ул. Рождественского — Копейское ш. — ул. Гагарина — ул. Держинского — ул. Машиностроителей — ул. Новороссийская | Ул. Чистопольская     | 2009                                                                              | Изменение маршрута № 22                                            | КБС — Копейск (1949—1976), КБС — ЧКПЗ (1976—1995), ЧМК — кинотеатр Родина (2007) |
| 21             | ЧМК                   | Доменная — Строительная — ул. Сталеваров — ул. Жукова — ДК Строителей — ДЦ «Импульс» — пос. Першино — ул. Черкасская — Трамвайное депо № 2 — Ветлечебница — Лакокрасочный завод — Завод тракторных трансмиссий — Кислородный завод — Рынок «Каслинский» — ул. Островского — Теплотехнический институт — ул. Российская — Кинотеатр «Искра» — Юридический институт — ул. Пятого Декабря | ЧЭМК                  | 2000-2016; В настоящее время (2020 год) осуществляются спецрейсы по рабочим дням. | Аварийное состояние Ленинградского моста.                          | Нет данных |
| 23             | Завод имени Колющенко | ул. Степана Разина — ул. Цвиллинга — ул. Карла Маркса — ул. Российская — просп. Победы — ул. Кирова — ул. Труда — ул. Цвиллинга — ул. Степана Разина | Завод имени Колющенко | 2003                                                                              | Дублирование маршрутов № 3, 4, 7, 16                               | Нет данных |

## Трамвайные депо

### Депо № 1
В настоящее время обслуживает маршруты: 2, 5, 6, 7, 12, 15, 16, 18, 22. Ранее обслуживало маршруты: 1, 4, 8, 11, 13, 17, 23.

### Депо № 2
В настоящее время обслуживает маршруты: 3, 9, 10, 14, 16, 18, 19, 20, 22, Ранее обслуживало маршруты: 6, 17, 21.